# Külsővat
Külsővat là một thị trấn thuộc hạt Veszprém, Hungary. Thị trấn này có diện tích 19,31 km², dân số năm 2010 là 780 người, mật độ 40 người/km².